# Карпысакский водопад
Карпысакский водопад — водопад искусственного происхождения в Тогучинском районе Новосибирской области, вытекающий из запруды через повреждённую дамбу в точке слияния рек Буготак и Карпысак. Высота — около 4 м.

## История
В конце 1970-х годов на реке Буготак в восточной части села Карпысак местные жители соорудили на собственные средства земляную плотину, в результате чего образовался пруд, его длина составила 900 м, ширина — 300 м и глубина — 4 м. В искусственном водоёме развели карпов. Впоследствии в плотине образовалась трещина и появился водопад.

## Туристическое значение
Водопад привлекает любителей рыбной ловли, так как в пруду, из которого вытекает водопад, водятся карпы. Кроме того, с северной и восточной стороны водоём опоясан сосновым лесом с обнажением скальных пород и обильным произрастанием грибов.